# Umbonium
Umbonium (лат.) — род морских брюхоногих моллюсков семейства трохиды.
Встречаются в Тихом и Индийском океанах. Живут на глубинах от 0 до 20 м. Донные субтропические и тропические моллюски. Обитают на мелководье. Длина раковины от 1,8 (Umbonium elegans) до 3,5 см (Umbonium costatum). Они безвредны для человека, их охранный статус не оценивался, объектами промысла не являются.

## Описание раковины
Раковины видов этого рода невысокие, имеют форму пуговицы. Округлая раковина вдавлена и неперфорирована. Она гладкая, «фарфоровая», с очень тонким перламутровым слоем внутри. Обороты сверху уплощенные, яркие, гладкие или спирально-бороздчатые. Небольшое поперечное отверстие шире собственной высоты. Тонкая внешняя губа острая. Внутренняя губа закругленная, заканчивается простой точкой. Пупок раковины часто полностью покрыт толстой и гладкой мозолью.

## Виды
На май 2024 года в род включают следующие виды:
- Umbonium conicum (A. Adams & Reeve, 1850)
- Umbonium costatum (Valenciennes in Kiener, 1838)
- Umbonium elegans (Kiener, 1838)
- Umbonium eloiseae Dance, Moolenbeek & Dekker, 1992
- Umbonium giganteum (Lesson, 1833)
- Umbonium moniliferum (Lamarck, 1822)
- Umbonium sagittatum (Hinds, 1845)
- Umbonium suturale (Lamarck, 1822)
- Umbonium thomasi (Crosse, 1862)
- Umbonium vestiarium (Linnaeus, 1758)